# Enantiophylla heydeana
Enantiophylla es un género monotípico de plantas herbáceas perteneciente a la familia de las apiáceas.  Su única especie Enantiophylla heydeana, es originaria de México y Mesoamérica.

## Descripción
Son plantas que alcanzan un tamaño de 1-7.5 m de altura, robustas, los tallos leñososos huecos, la base de 2-7 cm de diámetro y no ramificado por debajo de la inflorescencia. Hojas de 30-100 cm, agregadas en la cumbre o extremo superior, triangular-ovadas, 1-3-ternadas o ternado-pinnadas, los folíolos de 2.5-14 × 1-6 cm, glabros a escabriúsculos o tomentulosos, la base lanceolada a ovada, acuminada, cuneada a redondeada y frecuentemente oblicua, los márgenes mucronulato-serrados y ocasionalmente lobados; anillos nodales ausentes; pecíolos 20-70 cm. Inflorescencia en panícula ramificada, 30-100 cm, las panículas 1.5-6(-10) cm, delgadas, ascendentes a divaricadas; involucro de 1-3 brácteas diminutas, lineares o filiformes o ausentes; radios fértiles (5-)10-30, 1.5-5 cm, delgados, escabriúsculos a tomentulosos; involucelo de 5-10 bractéolas, 1-5 mm, lineares; pedicelos fértiles 2-10, 2-7 mm, tomentulosos a glabrescentes, unidos en la base. Estilos 1.25-2 mm. Frutos 8-15 × 2.5-4 mm, la base estéril 2-5 mm; mericarpos aplanados dorsalmente; costillas suberosas, las dorsales agudas a muy angostamente aladas, las laterales más anchamente aladas; vitas conspicuas, desiguales en longitud; cara de las semillas cóncava.

## Distribución y hábitat
Se encuentra en las laderas montañosas y barrancas húmedas en bosques de Pinus-Quercus y de neblina. a una altitud de  800-2600 metros. 

## Taxonomía
Enantiophylla heydeana fue descrita por J.M.Coult. & Rose y publicado en Botanical Gazette 18(2): 56, pl. 5. 1893.